# Alfi Nipič
Alfi Nipič (* 17. září 1944 Maribor) je slovinský zpěvák. Jeho matka byla z Chorvatska, otec Slovinec. Po základní škole pokračoval ve studiu na textilně-technické škole a střední hudební škole, tu ale nedokončil. Po skončení textilní školy nastoupil do společnosti MTT Tekstil. Přelomovým okamžikem v jeho životě byla návštěva mariborského hotelu Astoria, kde se setkal se svým bývalým spolužákem z hudební školy Fritzem Papežem, který mu řekl, že hraje v koperském hotelu Triglav. Nipič se nechal přesvědčit k cestě do Koperu, po týdnu se vrátil a dal v MTT výpověď. První profesionální vystoupení měl v Koperu 5. prosince 1962. Od roku 1974 do začátku devadesátých let působil ve ansámblu bratrů Avsenikových. Poté založil vlastní soubor – Original Oberkrainer Alfi.